# Exposicions itinerants del Museu Valencià d'Etnologia
Les Exposicions Itinerants del Museu Valencià d'Etnologia (que es creá l'any 1982, obrint les seues portes, amb la primera mostra permanent l'any 1983) són fruit del objectiu del museu de difondre el patrimoni etnologic valencià.

## Història
Un dels plantejaments del Museu Valencià d'Etnologia és el aconseguir dur els continguts i experiències del museu més enllà del seu espai físic, apropar la cultura popular al poble, donant una projecció exterior als fons del muse i ajudant a rendibilitzar socialment aquestos fons.
La idea de dur a terme exposicions itenerants sorgís de l'experiència que realitzà el museu amb una serie de mostres etnogràfiques en diferents municipis de la província de València al llarg de l'any 1998.
Aquestes mostres tenien unes idees força:
- La participació de la comunitat. Amb les exposicions itinerants el museu tracta d'aporta els seus fons etnogràfics (a més del guió, el disseny i l'assessorament organitzatiu necessari) a altres organització socials que s'impliquen en l'organització pràctica de l'esdeveniment, l'aprofitament comunicatiu de l'exposició, el segur de les peces i materials prestats, així com responsabilitzatse de la guàrdia i custòdia dels objectes i materials exposats.
- La plasticitat de les formes i els temes. Aquestes característiques són imprescindibles per poder dur a terme una exposició que ha de saber adaptar-se a diferents espais físics, i que a més s'han de traslladar, muntar i desmuntar amb una certa freqüència.
- La reciclabilitat de les experiències i materials elaborats. Amb aquesta idea força el que es tracta és de rendibilitzar els esforços, tant creatius, culturals, com econòmics que suposen dura a terme una exposició temporal a un museu.

D'aquesta manera, al llarg de més de vint anys, s'han produït més de trenta exposicions itinerants, que han sigut prestades quasi tots els municips de la província de València i a molts altres de la pròpia Comunitat Valenciana, fins i tot a municipis d'altres comunitats autònomes.

## Objectius
Els objectius principals d'aquestes exposicions, que són, en alguns casos, versions adaptades de les temporals del museu, dedicades a temes com el món de la pilota valenciana, o com "Pasen y vean" o "Pobles abandonats, pobles en la memòria"; són difondre els treballs d'investigació i els fons del museu, dur els continguts museístics adaptas a persones que no podem visitar-lo, fomentar la participació del museu amb altres organitzacions socials i culturals, realitzar una sensibilització de la importància de preservar i recuperar el patrimoni etnològic valencià, ajudar a incrementar la curiositat per l'etnografia i amb això augmentar les visites al museu.
En últim terme, la finalitat de les mateixes és portar continguts relacionats amb el mateix museu a entitats locals i centres docents.
Aquestes exposicions reuneixen certes característiques, d'una banda són versions reduïdes, en comparació amb exposicions permanents o temporals; de l'altra, tenen capacitat de viatjar, és a dir, estan dissenyades per poder ser traslladades d'un lloc a un altre sense gaire complicació, ni requeriments expositius, llevat d'un espai mínim i unes condicions de seguretat que s'exigeixen abans de realitzar la cessió de les mateixes.
Estan pensades per a quatre tipus de circuits: provincial, autonòmic, nacional i internacional.

## Maletes Didàctiques
A més la Unitat d'Exposicions Itinerants, el Museu compta també amb una proposta educativa a través de les Maletes Didàctiques, especialment dissenyades per ser utilitzades als centres educatius.
El Museu Valencià d'Etnologia inicià l'ús de Maletes Didàctiques l'any 1997. Amb elles es vol respondre a la demanda dels centres educatius, i de certes institucions locals, per poder disposar del material didàctic dels museus més temps i dintre d'un horari diferent de l'escolar.
Les Maletes Didàctiques són materials pedagògics prestats als centres educatius, que serveixen perquè es realitzen propostes relacionades amb la visita d'un museu, bé com a complement o com a substitut de la mateixa. Així, s'aconsegueix convertir l'aula en un espai que viatja, metafòricament, al museu.
Així, les Maletes es presenten com a unitats portàtils de caràcter monogràfic, que s'utilitzen per desenvolupar una feina educativa dels museus, fora del museus. Estan preparades per a ser manipulades per part dels usuaris, per estimular l'activitat tant individual com col·lectiva.
Els objectius d'aquestes maletes són:
- D'una banda difondre els treballs d'investigació i els fons del museu.[2]
- D'una altra, dur a terme activitats educatives fora del propi espai museístic, fomentant d'aquesta manera la participació i la relació del museu en els centres educatius i en les institucions locals, afovarint així, l'interés pel museu i les visites al mateix.[2]

Entre 1997 i l'any 2011, el Museu Valencià d'Etnologia ha realitzat tres maletes didàctiques:
- Aigua, terra i foc: la terrisseria. Es tracta d'una maleta de tipus manpulatiu que dona a conèixer el treball del terrisser d'una manera lúdica i fomentant la participació. Amb ella es pretén donar una idea clara dels objectes de fang, els seus usos i utilitats, i de l'evolució dels objectes ceràmics al llarg de la història.[2]
- L'hort de la natura: ús tradicional de les plantes. Aquesta maleta consta, d'una banda, d'una part expositiva que tracta d'introduir els participants en el món de l'etnobotànica, així com en l'ús medicinal de certes plantes; d'altra banda du un sistema multimèdia interactiu, així com una ludoteca que consta de quatre jocs diferents i quatre unitats per traure partit educatiu als jocs. També presenta un taller per preparar remeis senzills i poder crear un herbari per part dels participants.[2]
- Nosaltres els déus. Aquesta maelta didàctica creada pel Museu Valencià d'Etnologia (2003-2004), fou traspassada al Museu de Prehistòria de València, junt la divisió de la Unitat de Difusió, Didàctica i Exposicions.[2]

## Llista de mostres etnogràfiques i exposicions itinerants
| Títol                                                                 | Tipus               | Any                     | Imatge |
| --------------------------------------------------------------------- | ------------------- | ----------------------- | ------ |
| El cicle del cereal: del gra al pa.                                   | Mostra etnogràfica  | desembre 1986-juny 1993 |        |
| Dos oficis d'antany: fusteria i ferreteria.                           | Mostra etnogràfica  |                         |        |
| Objectes viscuts, objectes per a recordar.                            | Mostra etnogràfica  |                         |        |
| Col·leccions del Museu d'Etnologia de València.                       | Mostra etnogràfica  |                         |        |
| Objectes de la cuina rural.                                           | Mostra etnogràfica  |                         |        |
| Màquines d'altres temps.                                              | Mostra etnogràfica  |                         |        |
| El món escolar.                                                       | Mostra etnogràfica  | 1998                    |        |
| El Museu d'Etnologia de Louisiana.                                    | Mostra etnogràfica  |                         |        |
| Objectes viscuts objectes per a recordar.                             | Exposició itinerant |                         |        |
| L'Arqueologia, el rescat del passat.                                  | Exposició itinerant |                         |        |
| Sons de València i el món.                                            | Exposició itinerant |                         |        |
| El mundo de Ana Frank.                                                | Exposició itinerant |                         |        |
| Pumby: la fantasía infinita.                                          | Exposició itinerant |                         |        |
| El món escolar.                                                       | Exposició itinerant |                         |        |
| Boomerang Echos of Australia.                                         | Exposició itinerant |                         |        |
| La cara dels altres.                                                  | Exposició itinerant | des de 2012             |        |
| Toca madera.                                                          | Exposició itinerant |                         |        |
| Fotografies de boda: testimoni públic d'una història íntima.          | Exposició itinerant |                         |        |
| Ventalls.                                                             | Exposició itinerant |                         |        |
| El Marroc en el record.                                               | Exposició itinerant |                         |        |
| Les rutes del Cid.                                                    | Exposició itinerant |                         |        |
| El granerer.                                                          | Exposició itinerant |                         |        |
| La infància de l'endret i del revés.                                  | Exposició itinerant |                         |        |
| Imatges de l'interior: fotografia australiana de frontera. 1890-1940. | Exposició itinerant |                         |        |
| Solidària.                                                            | Exposició itinerant |                         |        |
| Xiquets i xiquetes del món, xiquets i xiquetes i el seu món.          | Exposició itinerant |                         |        |
| El comerç del fred.                                                   | Exposició itinerant |                         |        |
| Una finestra al món.                                                  | Exposició itinerant |                         |        |
| Les dones en la Prehistòria.                                          | Exposició itinerant | des de 2015             |        |
| Pasen y vean.                                                         | Exposició itinerant | des de 2006             |        |
| Pobles abandonats. Pobles en la memòria.                              | Exposició itinerant |                         |        |
| Festes Valencianes: Tradició i Cultura.                               | Exposició itinerant |                         |        |
| Comarques en blanc i negre.                                           | Exposició itinerant | de de 2011              |        |
| La Setmana Santa Marinera. Creences vora la mar.                      | Exposició itinerant | des de 2012             |        |
| La València oblidada, fotografies de Joaquín Collado                  | Exposició itinerant | des de 2020             |        |
| Rituals de festa i foc. Fotografíes de D. Cantillo                    | Exposició itinerant | des de 2020             |        |
| Prietas las filas                                                     | Exposició itinerant | des de 2022             |        |